# 敏感度編碼技術
敏感度編碼技術（SENSitivity Encoding，SENSE）是磁振造影（Magnetic Resonance Imaging）領域中，一種相當經典的平行造影方法，為克拉斯·普魯士曼（Klass Pruessmann）在1999年所提出。

## 核磁共振影像的成像原理
根據核磁共振和拉莫爾進動兩個理論的描述，人體內的氫原子在外加高磁場的狀況下將會對著外加磁場方向產生進動，而其進動的角頻率將和外加磁場的強度成正比。以數學來描述則可寫成拉莫爾方程式（Larmor Equation）：
{\displaystyle \omega =\gamma B}
若對進動的氫原子施以一個與進動頻率相同、方向和主磁場{\displaystyle B_{0}}垂直的電磁脈衝{\displaystyle B_{1}}，則原子核的磁矩同樣受拉莫爾方程式的支配，對{\displaystyle B_{1}}磁場的方向產生進動。若是脈衝時間控制得當，則磁矩將能落在橫斷面（Transverse Plane）上，被線圈收取到信號。

然而，要進一步的透過這些磁矩的電磁訊號創造出一張影像，必須加入空間編碼的概念。由於氫原子在不同的磁場下會有不同的共振頻率，因此若是可以創造隨位置而改變的磁場，則空間的位置便可以被「編碼」在電磁訊號的頻率上。目前核磁共振影像的編碼方式是透過在三個正交（Orthogonal）的方向上配備梯度磁場線圈（Gradient Coil），並透過脈衝序列（Pulse Sequence）控制這些磁場的開關時機，來達到空間編碼。

值得注意的是，若是同時對兩個方向都進行頻率上的編碼，則會造成頻率判讀上的困擾。舉例而言，在x方向做兩單位的頻率移動，和在x方向及y方向各做一單位頻率移動，兩者的結果是無法分辨的。因此，以二維影像來說，一個方向的資訊會透過訊號的頻率來編碼，而另一個方向則會透過事先開啟梯度磁場來累積相位差異，達到編碼的效果。前者被稱為「頻率編碼」（Frequency Encoding），後者被稱為「相位編碼」（Phase Encoding）。慣例上，頻率編碼方向會是二維影像的x方向，相位編碼則是二維影像的y方向，若做三維影像時，z方向也會做相位編碼。

最後，透過傅里葉變換處理這些編碼資訊，便可還原這些空間頻率的資訊成為一張影像。

## 加速影像的基本概念
一張核磁共振影像的掃描時間（Scan Time）可以由下列的式子進行描述：
{\displaystyle ScanTime=NEX\times \#{\mbox{ phase encoding}}\times TR}
其中，NEX（Number of Excitation）代表本影像是透過幾次的訊號擷取平均而來；{\displaystyle \#{\mbox{ phase encoding }}}表示相位編碼的數量；TR（Repetition Time，重複時間）則代表一次射頻激發到下一次射頻激發所需的時間。因此根據這個關係式，我們可以透過減少平均次數、降低相位編碼的數量、或是減短重複時間（TR）來加速影像的擷取。而以SENSE來說，其基本精神是透過減少相位編碼的數量，並輔助以線圈敏感度的資訊，使重建的影像和原始影像得以有相似的品質，但掃描時間卻大幅的下降。以下將針對SENSE的技術做進一步的描述。

## 線圈敏感度、陣列線圈與平行造影
若把所欲成像的物體切割成一個一個的體素（Voxel），則線圈敏感度（Coil Sensitivity）描述的是射頻接收線圈在某一個體素上的訊號接收能力。線圈敏感度映射圖（Coil Sensitivity Map）則把每個體素的敏感度集結起來，描繪一個線圈在某空間範圍的線圈敏感度。一般來說，表面線圈（Surface Coil）的敏感度映射圖呈現較不均勻的分布，越靠近的線圈表面敏感度越高，而越遠離線圈的地方敏感度越低；體線圈（Volume Coil）的敏感度分布則較為均勻，其線圈敏感度在內部的任一處都有差不多的表現。

值得注意的是，表面線圈雖不均勻，在敏感度較高的區域，卻有著比體線圈更好的敏感度表現。因此，將數個表面線圈合成一組的「陣列線圈」（Phased Array Coil），目前也成為機器上必備的設備。陣列線圈中的每一個表面線圈都是獨立的，有自己的一套信號處理電路，因此可以同時對一個物體收集訊號。進一步推論，既然多個線圈都在對同一個目標收集訊號，那麼讓每個線圈都少收一點資訊，總資訊量大致得以不變，但擷取速度卻可以大幅提升。這樣的思維正是平行造影的基本脈絡，而SENSE也是建立在陣列線圈和平行造影的一項技術。

## SENSE的理論基礎

### 數學描述
直覺地來說，核磁共振影像中像素（Pixel）亮暗的程度將反映該位置的原始電磁訊號強度。然而，因為射頻線圈有其敏感度的分布，因此我們實際得到的影像其實是電磁訊號強度和線圈敏感度相乘的結果，以數學式子來描述的話，可寫成：
{\displaystyle I(x,y)=C(x,y)M(x,y)}

若考慮平行造影下，每個線圈對影像的貢獻是獨立的，則上式可改寫成：
{\displaystyle I_{j}(x,y)=C_{j}(x,y)M(x,y){\mbox{ ,   subscript j means j-th coil}}} 

假如在相位編碼方向上，影像的的寬度為{\displaystyle L}、共有{\displaystyle c}個線圈，而每個線圈都降低它們的相位編碼數量，以每{\displaystyle R}個頻率單位做一次編碼、其餘捨棄不編碼（也就是每{\displaystyle R}條{\displaystyle k_{y}}線只取一條，詳情請參閱條目：k空間），則根據取樣定理，必然會發生混疊的現象。由於這些混疊的影像只會發生在相位編碼的方向，且根據每個線圈的敏感度不同，混疊的鬼影（Ghost）將會乘上不同的比重，因此SENSE方法所收到的影像在相位編碼上的關係將為：

{\displaystyle I_{j}(y)=\sum _{n=0}^{N_{A}-1}C_{j}(y+{\frac {nL}{R}})M(y+{\frac {nL}{R}}){\mbox{   ,  }}N_{A}{\mbox{   is the number of replicates on position y }}}

寫成矩陣的話則會是：

{\displaystyle I=CM}

其中
{\displaystyle I={\begin{bmatrix}I_{0}(y)\\I_{1}(y)\\\vdots \\I_{c-1}(y)\end{bmatrix}}}

{\displaystyle M={\begin{bmatrix}M(y)\\M(y+{\frac {L}{R}})\\\vdots \\M(y+(N_{A}-1){\frac {L}{R}})\end{bmatrix}}}

{\displaystyle C={\begin{bmatrix}C_{0}(y)&\cdots &C_{0}(y+(N+{A}-1){\frac {L}{R}})\\\vdots &\ddots &\vdots \\C_{N_{c}-1}(y)&\cdots &C_{N_{c}-1}(y+(N+{A}-1){\frac {L}{R}})\end{bmatrix}}} 

以線性代數的角度來說，若方程組要可解，則線圈的數量至少要比影像混疊的次數（最多會混疊{\displaystyle R}次）來的多。換言之，加速倍率{\displaystyle R}最快不能超過{\displaystyle N_{c}}倍。若滿足這個條件，則可用Moore–Penrose pseudoinverse來反解{\displaystyle M}矩陣，得到原始的影像。

### 線圈敏感度映射圖
前述的反矩陣運算必須建立在線圈敏感度映射圖{\displaystyle C}的存在，而影像重建的品質好壞，更是取決於映射圖{\displaystyle C}的品質。最簡單快速的映射圖估算，是讓每一個線圈都收取一張僅涵蓋k空間低頻成分（靠近原點的格子點）的影像。因為k空間的低頻成分決定了影像的對比，所以收取低頻的成分，就相當於大致描繪線圈的敏感度。這樣的作法雖快，但品質未必夠好。品質比較好的做法是先讓每一個線圈都收取完整的影像，再利用體線圈也收一個。因為體線圈的敏感度相對均勻許多，因此兩種影像一相除，就可以把線圈敏感映射圖描繪出來。

## 資料來源
1. Matt A. Bernstein, Kevin F. King, Xiaohong Joe Zhou. . USA: Elsevier Academic Press. 2004: 527-531. ISBN 978-0-12-092861-3.
2. 商玉英. . 中華現代影像學雜志. 2005-11-08. （原始内容存档于2015年4月26日）.